# Rarities 1971
Rarities 1971 è un album del gruppo musicale italiano Formula 3, pubblicato solo in streaming dall'etichetta discografica Sony BMG nel 2021.

## Descrizione
L'album è stato distribuito solo in formato digitale.

## Tracce
1. Nessuno nessuno (versione undici minuti)
2. Tu sei bianca, sei rosa, mi perderò
3. Vendo casa
4. Eppur mi son scordato di te (versione spagnola)
5. Un papavero
6. Il vento
7. Mi chiamo Antonio tal dei tali e lavoro ai mercati generali
8. La folle corsa (Parte 1)
9. La folle corsa
10. Nessuno nessuno
11. Ninguno ninguno (versione spagnola di Nessuno nessuno)

## Formazione
- Alberto Radius - voce, chitarra elettrica, chitarra acustica
- Tony Cicco - batteria
- Gabriele Lorenzi - tastiere